# Neodon
Neodon är ett släkte i familjen hamsterartade gnagare med fem arter som förekommer i Asien. Arterna listades tidigare i släktet åkersorkar (Microtus) och en art blev nyupptäckt 2012.

## Taxonomi
Arterna är:
- Neodon forresti, förekommer i södra Kina och norra Myanmar.
- Neodon irene, hittas i centrala och södra Kina.
- Neodon juldaschi, har sitt utbredningsområde i Afghanistan, Tadzjikistan och Kirgizistan samt västra Kina.
- Neodon linzhiensis, upptäcktes i ett naturreservat i Tibet.
- Neodon sikimensis, lever i södra Kina, nordöstra Indien, Bhutan och Nepal.

## Utseende
Arternas kindtänder är konstruerade som hos det utdöda släktet Allophaiomys som levde under pleistocen. Därför antas att Neodon föreställer en ursprunglig form av asiatiska sorkar.
Dessa sorkar blir 92 till 122 mm långa (huvud och bål), har en 24 till 52 mm lång svans och väger 26 till 73 g. Den nya arten från Tibet är minst. Pälsen är på ovansidan brun eller gråbrun och hos de flesta arter mörk (undantag Neodon juldaschi). Undersidan är vanligen täckt av ljusare och mera gråaktig päls. Även svansen har en mörk ovansida och en ljus undersida.

## Ekologi och status
Alla arter lever i bergstrakter eller på högplatå upp till 3700 meter över havet. De vistas i bergsstäpper, på bergsängar samt i buskskogar. Släktmedlemmarna är växtätare och de arter som är mera känd skapar ett förråd före vintern.
Neodon forresti och Neodon linzhiensis listas av IUCN med kunskapsbrist och de andra som livskraftiga.